# Fürstenwallstraße 20

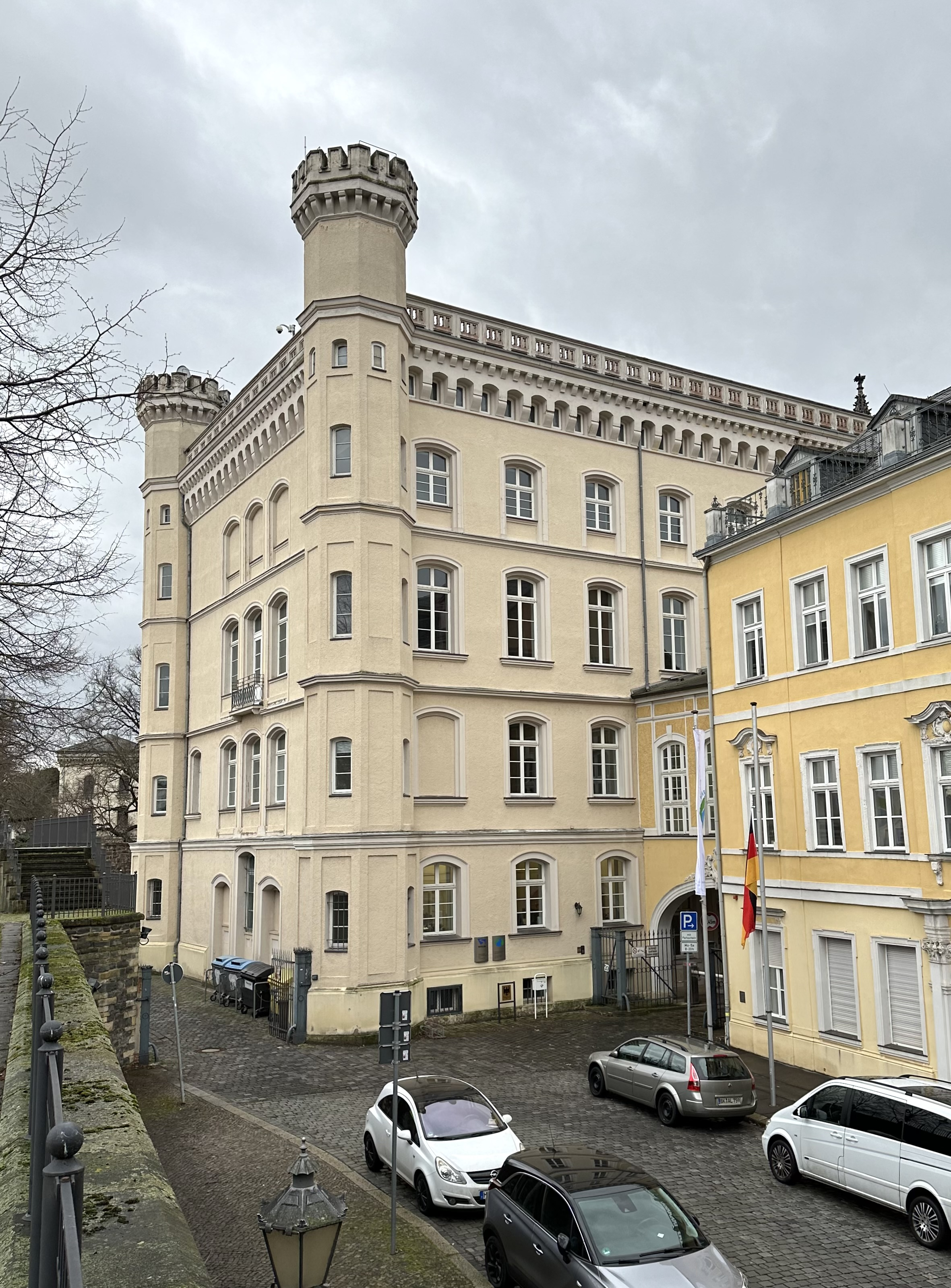
Fürstenwallstraße 20 im Jahr 2024

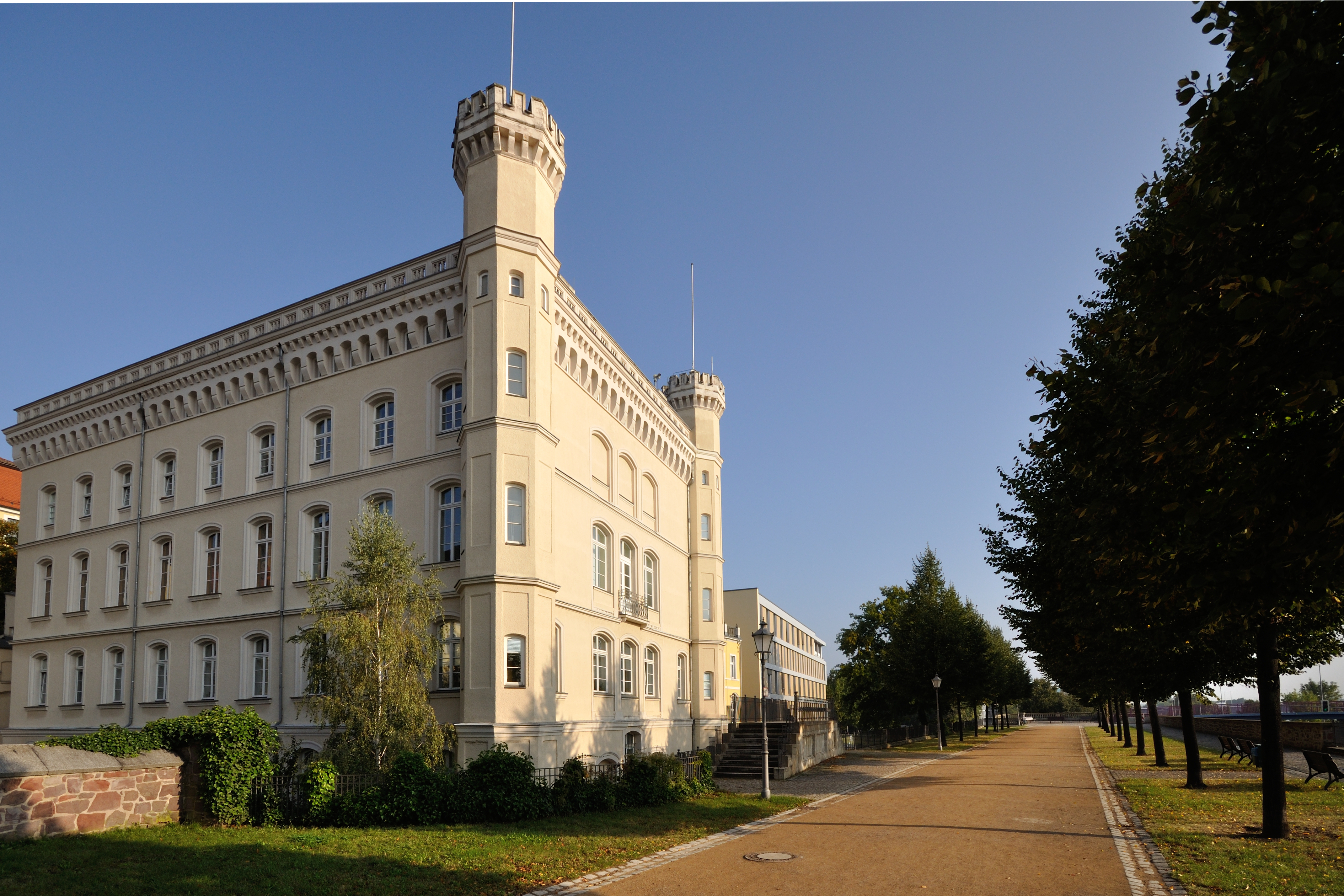
Blick vom Fürstenwall aus südöstlicher Richtung, 2013

Das Haus Fürstenwallstraße 20 ist ein denkmalgeschütztes Verwaltungsgebäude in Magdeburg in Sachsen-Anhalt. Es dient als ein Standort des Wasserstraßen- und Schifffahrtsamtes Elbe.

## Lage
Das Gebäude befindet sich in der Magdeburger Altstadt am südlichen Ende der Fürstenwallstraße, aus dessen Straßenflucht es nach Osten hervortritt. Unmittelbar nördlich des Hauses befindet sich das gleichfalls denkmalgeschützte Haus Fürstenwallstraße 19. Östlich liegt der Fürstenwall, südlich grenzt der Garten der Möllenvogtei an.

## Architektur und Geschichte

### Vorgängerbauten
Bereits in der Zeit um 1376 wird die Hausstätte in der damals noch Diebeshorn genannten Straße erwähnt. 1489 gehörte das Gelände zum Hieronymuskloster der Brüder vom gemeinsamen Leben, genannt die Troilusbrüder. Zu diesem Zeitpunkt stand hier ein Johannes Wecke gehörendes Vikarienhaus. Ab 1562 gehörte der Bereich zum Domkapitel. Bei der Zerstörung Magdeburgs im Jahr 1631 blieben die Vikarienhäuser, so auch dieser Bereich, verschont. 1642 wurden elf Besitzer von Wohnungen im Trillmänchen angegeben. Auch 1685 bestanden noch Vikarienhäuser in dem Gebiet. Im Jahr 1723 ließ Leopold von Dessau die Vikarienhäuser abreißen. Die Bewohner baten darum, die Häuser stehen zu lassen. Leopold von Dessau lehnte dies jedoch mit der Begründung ab, dass hier ordentliche Häuser gebaut werden müssten. Die als Stätte Nummer 19 geführte Fläche wurde von Zimmermeister Christian Burchard bebaut. Aus Burchards Nachlass erwarb das Haus 1742 für 2250 Taler Frau Regierungsrat Marie Elisabeth Stöffler, geborene Wagner. Die Lage des Grundstücks wurde mit am Schloßgarten angegeben. 1746 veräußerte sie es zum gleichen Preis an Kriminalrat Joh. Ehrenfried Klewitz. Er vererbte es an seine Ehefrau Dorothea Marie Friederike von Klewitz. Nach ihrem Tod 1793 erbten es ihre fünf Kinder, die es für 4000 Taler Gold an den Justizkommissar Joh. Friedrich Christoph Reiche verkauften. In der Zeit um 1842 wurde das Haus abgerissen.
Zwischen der Domvogtei und der Möllenvogtei ergab sich eine Auseinandersetzung um die Frage, wer die Gerichtsbarkeit über das Grundstück innehat. 1772 setzte sich vor der Magdeburger Kammer die Möllenvogtei durch. Zur Begründung wurde ausgeführt, dass zur Zeit der Trollmönche hier ein Weg, zwei Wagen breit, bestanden hätte, woraus die Zuständigkeit der Möllenvogtei abgeleitet wurde. Das Domkapitel erhielt jedoch die Zuständigkeit über Flächen, auf denen sich die Wohnungen der Mönche befunden hatten.

### Heutiges Gebäude

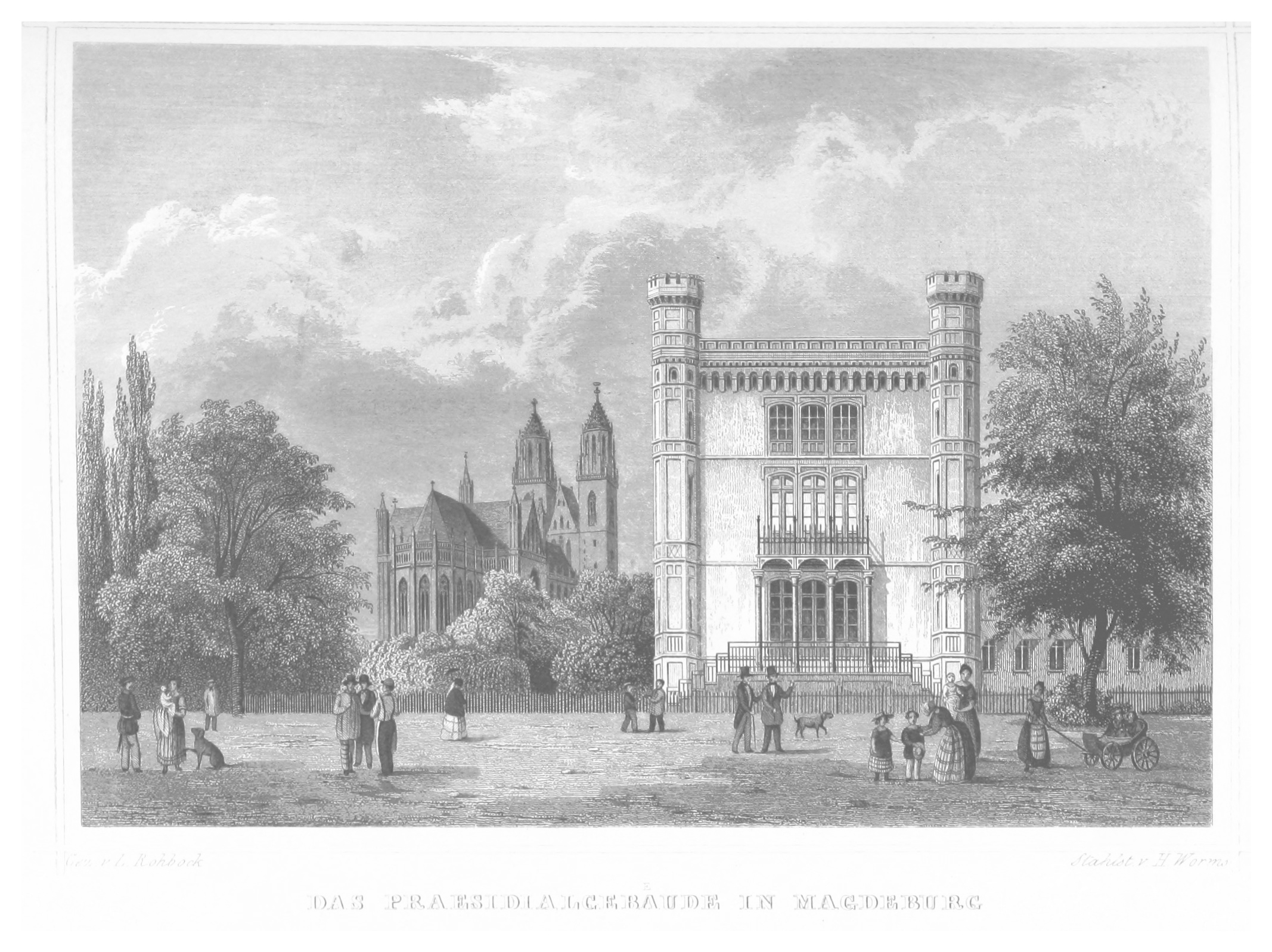
Zeichnung von 1852

Auf dem Grundstück entstand 1841/1842 das noch heute bestehende Haus als Oberpräsidialgebäude der Provinz Sachsen. Es wurde nun als Nummer 20 geführt. Zum Bau wurde auch eine kleine Fläche des ehemaligen erzbischöflichen Gartens mit herangezogen. Es wird vermutet, dass der Entwurf von Friedrich Albert Immanuel Mellin stammte. Die Bauleitung oblag Ernst Steudener.
Es entstand ein monumentales viergeschossiges Gebäude. Die Gesimszone des verputzten Baus ist durch ein umlaufendes Bogenfries, in den kleine Fenster eingefügt sind, besonders betont. Darüber befindet sich ein Kranzgesims mit aufgesetzter Balustrade. Bedeckt ist der Bau mit einem Flachdach. An den zur Elbe ausgerichteten Ecken auf der Ostseite besteht jeweils ein oktogonaler Eckturm. Das Haus wirkt so bastionsartig und ist ein typisches Beispiel für den burgartigen Normannenstil der preußischen Verwaltungsarchitektur der Mitte des 19. Jahrhunderts. Die großen Fensteröffnungen des blockhaften, auf querrechteckigem Grundriss errichteten Hauses, sind mit Segmentbögen ausgeführt. Die Langseiten nach Norden und Süden sind neunachsig, die schmalen Seiten drei- bzw. fünfachsig angelegt. Zwischen den einzelnen Geschossen bestehen schmale Gesimse. 1906/1907 wurde auf der Nordseite ein Brückengang zum Nachbarhaus Fürstenwallstraße 19 angefügt.

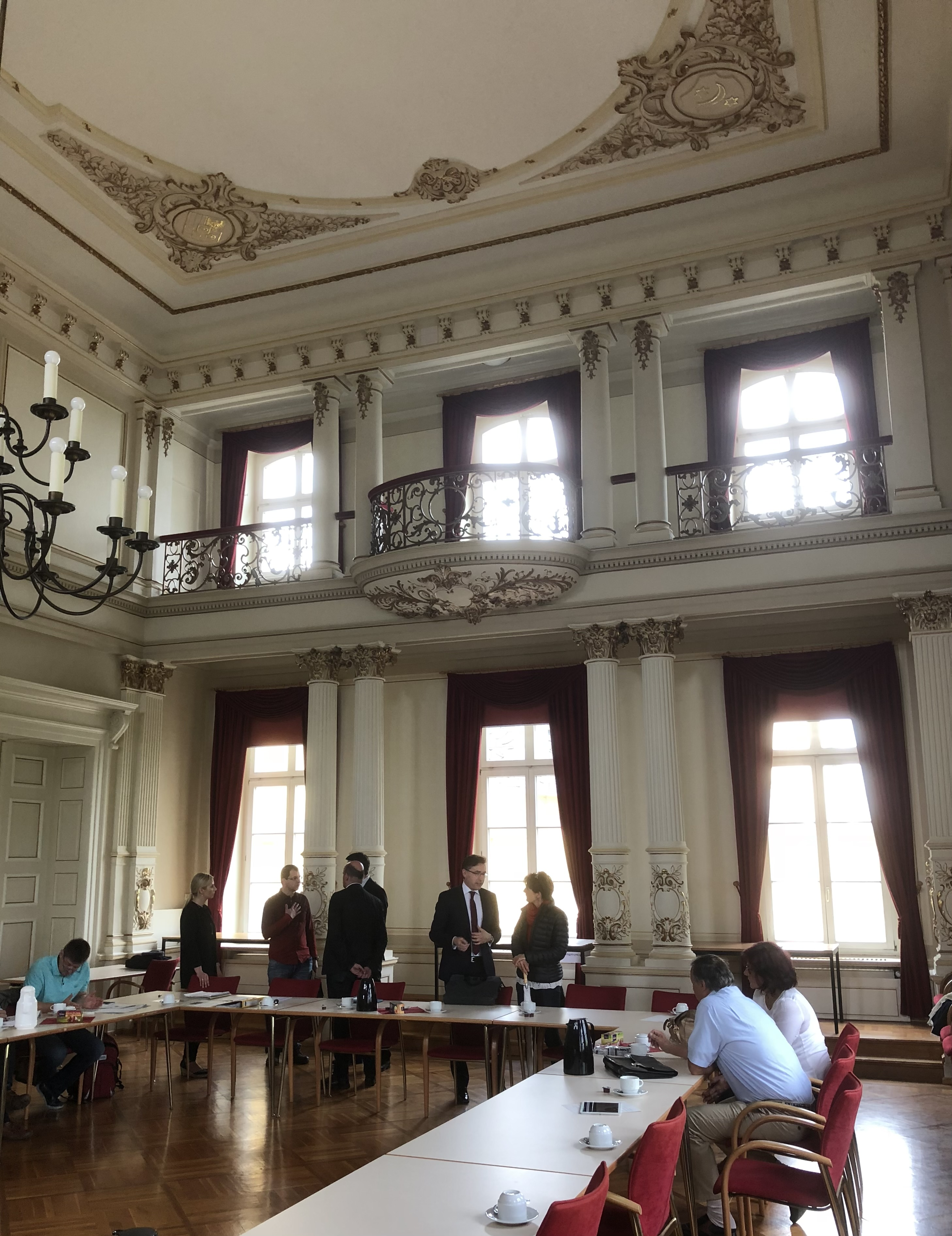
Antoniussaal, 2018

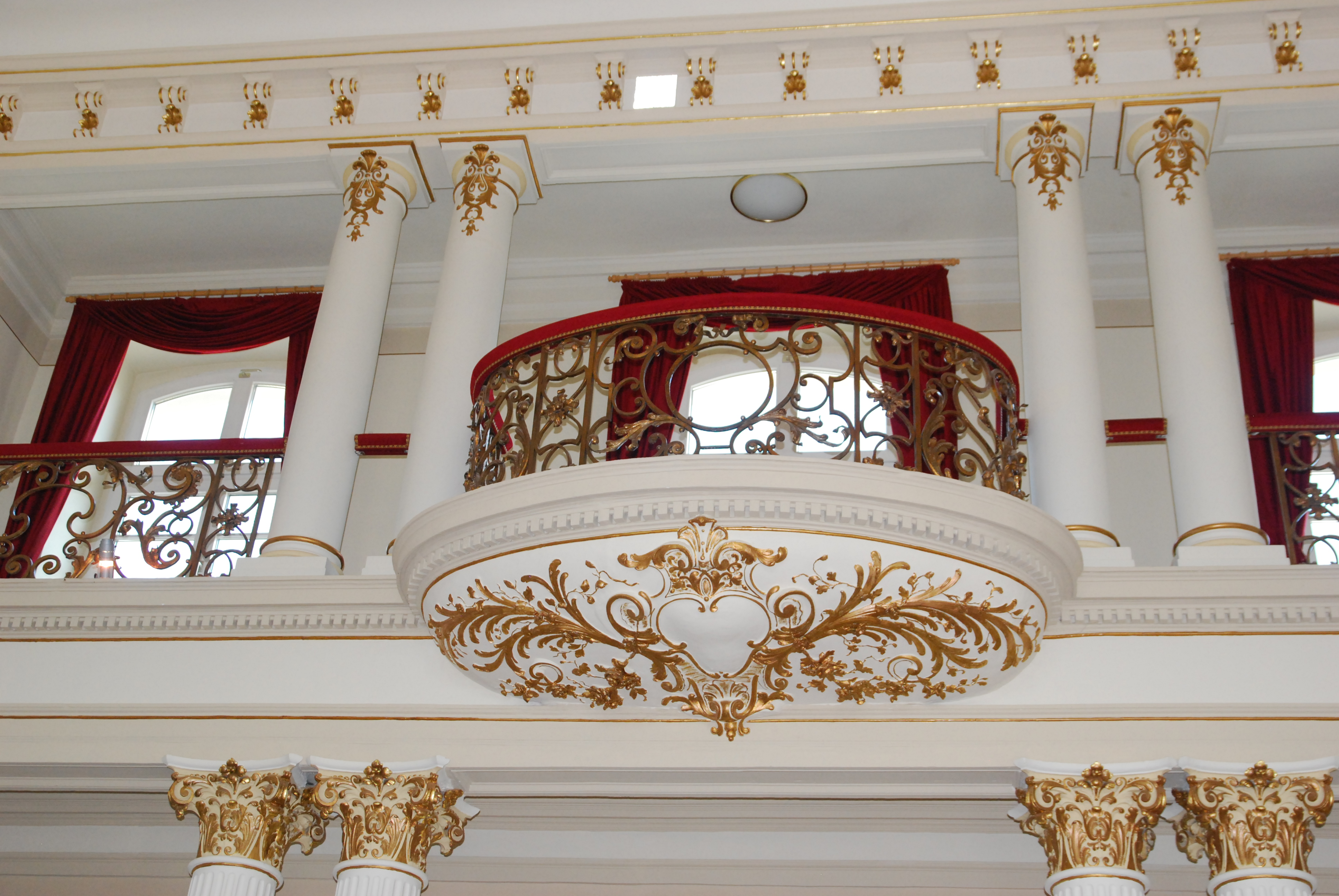
Balkon im Saal, 2011

Im Gebäudeinneren ist ein 1907 modernisierter über zwei Stockwerke reichender Saal, der Antoniussaal, erhalten. Er ist prächtig als Prunksaal im Stil des Neobarock gestaltet. Bemerkenswert auch eine aufwändig gestaltete gusseiserne Treppe.
Im Gebäude befand sich der Sitz des Wasserstraßen- und Schifffahrtsamtes Magdeburg, bis es 2021 zum Wasserstraßen- und Schifffahrtsamt Elbe fusioniert wurde.
Im Denkmalverzeichnis des Landes Sachsen-Anhalt ist das Verwaltungsgebäude unter der Erfassungsnummer 094 82775  als Baudenkmal verzeichnet.
Das Haus gilt als eindrucksvollster Verwaltungsbau des 19. Jahrhunderts in Magdeburg und bildet eine städtebauliche Dominante am Elbufer der Stadt.